# Granadilla
Granadilla – dystrykt w Kostaryce; w prowincji San José.

## Geografia
Granadilla ma powierzchnię 3,52 km² i leży na wysokości 1 343 metrów nad poziomem morza.

## Demografia
W 2011 roku dystrykt Granadilla liczyło 14 778 mieszkańców.

## Transport

### Transport drogowy
Przez Granadilla biegną następujące drogi krajowe:
- Droga krajowa nr 221
- Droga krajowa nr 306